# Каррильо, Альтамиро
Альтами́ро Акви́но Карри́льо (порт. Altamiro Aquino Carrilho, 21 сентября 1924, Санту-Антониу-ди-Падуа — 15 августа 2012, Рио-де-Жанейро) — бразильский музыкант, флейтист, исполнитель и композитор, известный представитель стиля шоро.

## Биография
Альтамиро Каррильо родился в семье Лиры де Аквино Каррильо и стоматолога Октацилио Гонсальвес Каррильо. Всего в семье было 8 братьев, среди них — также флейтист Алваро Каррильо. Дедушка по материнской линии настолько увлекался музыкой, что назвал свою первую дочь Лирой. В пять лет Альтамиро начал играть на самодельной бамбуковой флейте. По воспоминаниям самого Каррильо, он увидел играющего на игрушечной флейте соседского мальчика и попросил такую же у Санта-Клауса. В одиннадцать лет он начал учиться у почтальона  — флейтиста-любителя и выступать с группой Лира Арион (Lira Árion), играя на малом барабане (tarol).
В 1940 году, в возрасте 15 лет, он вместе с семьёй переехал в Сан-Гонсалу (Нитерой), а затем в Бонсусессо, пригород Рио-де-Жанейро. По вечерам занимался музыкой вместе со своим другом — флейтистом-любителем Хоакимом Фернандесом, а днём работал фармацевтом, пока не купил подержанную флейту, с которой занял первое место в шоу талантов «Парад новичков» (Calouros em desfile) с ведущим Ари Баррозу. Посещал выступления знаменитых флейтистов — Данте Санторо и Бенедито Ласерды.
Позднее ему пришлось учиться более серьёзно. В качестве учителей Каррильо назвал музыкантов Мексики, США и СССР, встречи с Пишингинья, Бенедито Ласердой, Данте Санторо, но лучшей школой шоро считал неформальные выступления (rodas de Choro) в качестве дворового музыканта (músico vira-lata) после работы.
Дочь — Marina Fairth.

## Творчество
Уже в юном возрасте Каррильо играл с такими известными музыкантами и группами как Сезар Морено (Cesar Moreno), Каньото (Canhoto) и Рожерио Гимарайнш (Rogério Guimarães), а также с клоуном Карекинья (Carequinha). Его первая запись — в качестве одного из участников — состоялась в 1943 году для пластинки Морейра да Сильва для звукозаписывающей компании «Одеон» (Odeon). В 1949 он записал свой первый альбом — «Играя на флейте в Шакринье» (Flautenendo na Chacrigha) для лейбла «Стар» (Star). В 1950 году Каррильо создал свою первую группу, игравшую на радио Гуанабара (Guanabara). В 1951 году по приглашению радио Майринк Вейга (Rádio Mayrink Veiga) он заменил Бенедито Ласерду в ансамбле «Реджионал до Каньото» (Regional do Canhoto), где выступал с такими знаменитостями как  Висенте Селестино (Vicente Celestino), Орландо Сильва (Orlando Silva), Франциско Алвес (Francisco Alves). В 1955 он создал ансамбль «Альтамиро Каррильо и его группа» (Altamito Carrilho e Sua Bandinha) и записал матчиш «Старый Рио» (Rio Antigo), ставший хитом и за 6 месяцев разошедшийся тиражом 960 000 экземпляров. В 1956—1958 группа завоевала большую популярность благодаря шоу «Время для музыки» (Em tempo de Musica) на канале Тупи (Tupi). Каррильо участвовал в различных программах бразильского телевидения.
В 1960-е годы Альтамиро Каррильо получает международное признание, выступая в разных странах, в том числе в Португалии, Испании, Франции, Великобритании, Германии, Египте, Мексике, США и СССР. Успех был настолько большим, что в Мексике он вместо 20 дней задержался на целый год. Три месяца Каррильо пробыл в СССР, где его высоко оценил Борис Тризно.
Его диски «Бессмертный шоро» (Choros imortais) (1964) и «Choros imortais 2» (1965) считаются одними из лучших в жанре шоро.
С 1970-х годов Каррильо становится одним из самых популярных флейтистов. Критиками было высоко оценена его интерпретация концерта Моцарта № 1 для флейты соль-мажор в городском театре Рио-де-Жанейро в 1972 году. Исполнение концерта Моцарта № 2 для флейты с оркестром ре-мажор (KV 314 (285d)) с вставками фрагментов музыки популярных бразильских композиторов (Пишингинья, Эрнесто Назарет) вызвало 10-минутную овацию. В 1987 году он участвовал в турне Элизет Кардозу по Японии.
Среди хитов также «Неутомимая канареечка» (Canarinho teimoso), «Галопом» (A galope), «Прекрасная Бразилия» (Bem Brasil), «Проснись, Луис» (Acorda, Luiz), «Синее и белое» (Azul e branco), «Матчиш цветов» (Maxixe das flores).
Каррильо выступал более чем в 40 странах мира, пропагандируя стиль шоро. Считается последователем Патапио Сильвы. Французский флейтист Ж.-П. Рампаль назвал Каррильо лучшим в мире флейтистом.

## Награды
- Troféu Villa-Lobos за диск «Классика шоро» (Clássicos em Choro, 1979) как лучший инструментальный диск;
- Disco de Ouro за диск «Классика шоро-2» (Clássicos em Choro. Vol. 2, 1980);
- Prêmio Sharp (1997) за диск «Чудесная флейта» (Flauta Maravilhosa, 1996) как лучший инструментальный СД-диск.

В 1998 Каррильо был награждён бразильским Орденом культурных заслуг президентом Кардозу.
В 2003 году ему присвоено звание почётного гражданина (Titulo de Cidadão) Кариока Палатой старейшин (Câmara dos Vereadores) муниципалитета Рио-де-Жанейро, а также он получил Ordem do Mérito Cultural от магистрата (Magistratura).

## Избранная дискография
Автор около 200 произведений в различных стилях и 100 записей на пластинках, кассетах и СД-дисках. 

| - Juntos (2002) (participação/Dois no Choro, EUA) - Millenium (2000) - Flauta Maravilhosa (1996) - Brasil Musical — Série Música Viva — Altamiro Carrilho e Artur Moreira Lima (1996) - Instrumental No CCBB — Altamiro Carrilho e Ulisses Rocha (1993) - Cinqüenta anos de Chorinho (1990) - Bem Brasil (1983) - Clássicos em Choro Vol. 2 (1980) - Clássicos em Choro (1979) - Altamiro Carrilho (1978) - Antologia da Flauta (1977) - Antologia do Chorinho Vol. 2 (1977) - Antologia da Canção Junina (1976) - Antologia do Chorinho (1975) - Pixinguinha, de Novo — Altamiro Carrilho e Carlos Poyares (1975) - A flauta de prata e o bandolim de ouro — Altamiro Carrilho e Niquinho (1972) - A furiosa ataca o sucesso (1972) - Dois bicudos (1966) - Altamiro Carrilho e sua bandinha no Largo da Matriz (1966) - A banda é o sucesso (1966) - Choros imortais nº 2 (1965) - Uma flauta em serenata (1965) - Altamiro Carrilho e sua bandinha nas Festas Juninas (1964) - No mundo encantado das flautas de Altamiro Carrilho (1964) | - Choros imortais (1964) - Recordar é Viver Nº 2(1963) - Bossa Nova in Rio (1963) - Recordar é Viver nº 3 (1963) - A Bandinha viaja pelo Norte (1962) - Vai Da Valsa (1961) - Desfile de Sucessos (1961) - O melhor para dançar — Flauta e Órgão (1961) - Era só o que flautava (1960) - A bordo do Vera Cruz (1960) - Parada de Sucessos (1960) - Chorinhos em desfile (1959) - Dobrados em desfile (1959) - Boleros em desfile nº 2 (1959) - Altamiro Carrilho e sua bandinha na TV — nº 2 (1958) - Homenagem ao Rei Momo (1958) - Boleros em Desfile (1958) - Enquanto houver amor (Пока есть любовь, 1958) - Recordar é viver (Помнить значит жить, 1958) - Revivendo Pattápio (Возрождая Паттапио, 1957) - Altamiro Carrilho e sua flauta azul (Альматиро Каррильо и его голубая флейта, 1957) - Ouvindo Altamiro Carrilho (Слушая Альтамиро Каррильо, 1957) - Natal (Рождество, 1957) - Altamiro Carrilho e sua bandinha na TV (Альтамиро Каррильо и его группа на ТВ, 1957) |